# Agrostis meionectes
Agrostis meionectes é uma espécie de gramínea do gênero Agrostis, pertencente à família Poaceae.